# Burkhard Brandt
Burkhard Brandt (* 13. Juli 1957 in Neuenhaus) ist ein deutscher Klinischer Chemiker.
„European Specialist in Clinical Chemistry and Laboratory Medicine“ (EurClinChem) (Registration No. 1817/06) 

## Biographische Daten
1993 erhielt er die Anerkennung als Klinischer Chemiker durch die Deutsche Gesellschaft für Klinische Chemie. Seit 1991 Aufbau der Forschungsgruppe Onkologische Chemie/Molekulare Diagnostik von Krebserkrankungen. Er war leitender Klinischer Chemiker im Zentrallaboratorium des Universitätsklinikums Münster. Seit 2004 ist er stellvertretender Direktor des Instituts für Tumorbiologie, Universitätsklinikum Hamburg-Eppendorf.

## Forschung
- Molekulare Diagnostik
- Sequenzierung
- Echtzeit-PCR
- DNA-Chiptechnologiesystem
- Entwicklung von Screeningmethoden (Differential-display-PCR, DNA-Chiptechnologie, selektive Subtraktionshybridisierung)

## Förderung
Die Arbeiten wurden von der DFG, der Deutschen Krebshilfe, dem Wissenschaftsministerium des Landes Nordrhein-Westfalen und verschiedenen Stiftungen sowie Förderinstrumenten der Fakultät (IZKF, IMF) und dem Bundesministerium für Bildung und Forschung unterstützt.

## Preise und Anerkennungen
- 2002 Wissenschaftspreis der Arbeitsgemeinschaft für internistische Onkologie in der Deutschen Krebsgesellschaft
- 2005 Innovationspreis für Medizintechnik des Bundesministerium für Bildung und Forschung

## Veröffentlichungen
- Stabilisierung und anionische Öffnung cyclischer Immoniumsalze aus Kohlenhydratdiolen, Dissertation, Universität Münster (Westfalen), 1985.